# 茨城県道40号内原塩崎線

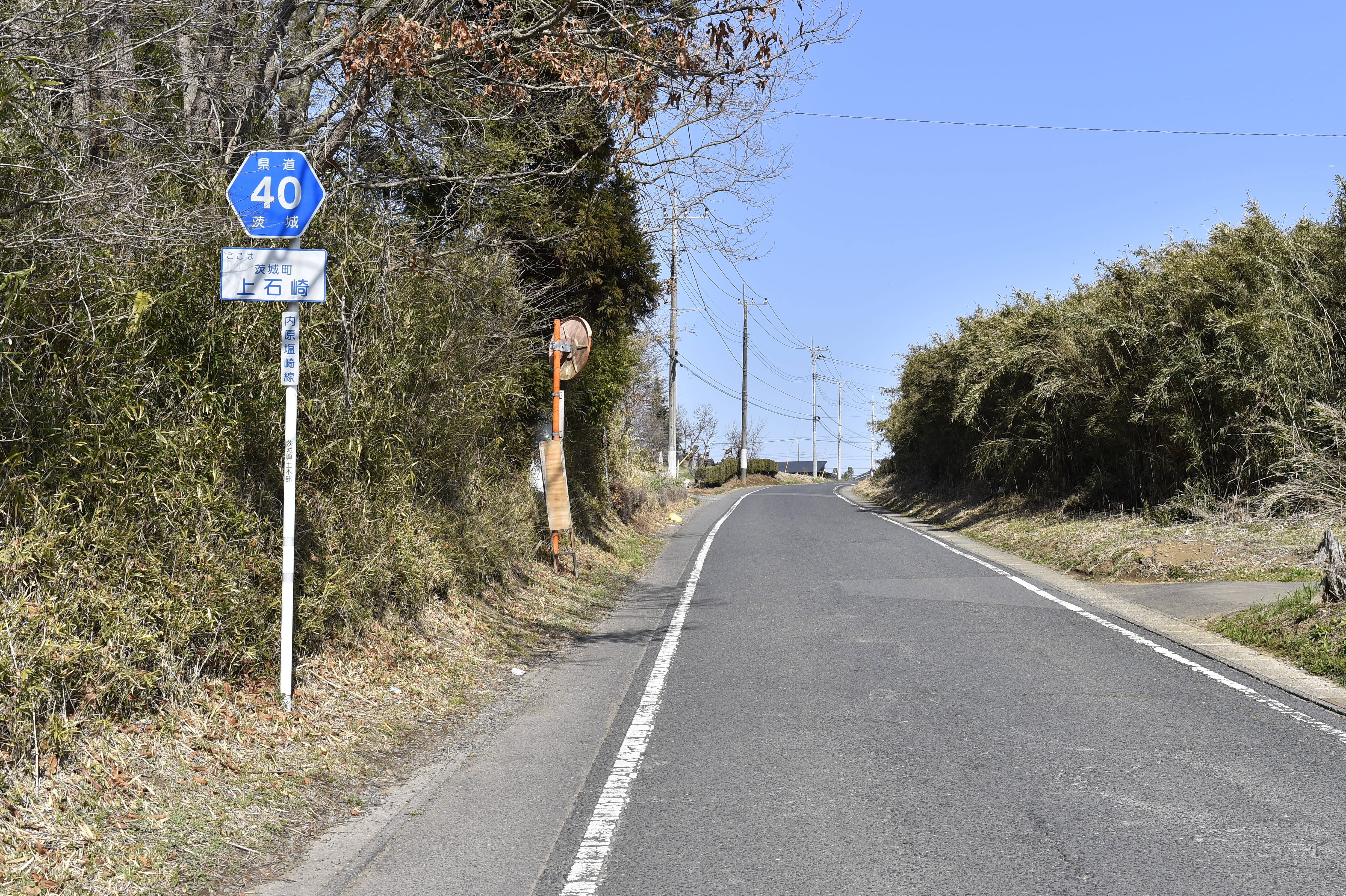
茨城県道40号内原塩崎線
茨城町上石崎（2022年4月）

茨城県道40号内原塩崎線（いばらきけんどう40ごう うちはらしおがさきせん）は、茨城県水戸市（内原地区）から茨城町を通って、水戸市塩崎町に至る県道（主要地方道）である。

## 概要
水戸市の南部域を東西に横断する路線で、西端側の水戸市（旧内原町）鯉渕町から東茨城郡茨城町長岡を経て、東端側の水戸市塩崎町（しおがさきちょう）の国道51号に至る。中間地点の茨城町長岡では国道6号と交差する。水戸市街地を迂回する線形で、また西端側の延長上に接続する茨城県道52号石岡城里線を介して国道50号に直結し比較的交通量が多い。2012年1月11日、これまで狭隘区間が特に多かった茨城町内の茨城県道59号玉里水戸線交点から国道6号交点までの区間約5.5 kmのバイパス道が開通した。

### 路線データ
- 起点：水戸市鯉淵町2962番1地先（茨城県道52号石岡城里線交点）[1]
- 終点：水戸市塩崎町876地先（国道51号・国道245号交点＝塩崎交差点）[1]
- 重要な経過地：東茨城郡茨城町[2]
- 総延長：21.243 km[3]
- 重用延長：0.025 km[3]
- 未供用延長：なし[3]
- 実延長：21.218 km[3]
- 自動車交通不能区間延長[注釈 1]：なし[3]

## 歴史
1982年（昭和57年）11月1日、前身にあたる県道茨城友部線（整理番号113、東茨城郡茨城町 - 西茨城郡友部町）を廃止し、同路線の東茨城郡内原町 - 茨城町の区間と、茨城町長岡 - 東茨城郡常澄村塩崎間の町村道を統合し、東茨城郡内原町を起点、同郡常澄村大字塩ケ崎を終点とする新規路線、主要地方道内原常澄線として茨城県が県道路線認定した。1995年（平成7年）の整理番号の再編成を機に路線名を内原塩崎線と改称、整理番号40となり現在に至る。

### 年表
- 1982年（昭和57年）11月1日
  - 県道内原常澄線（整理番号59）として路線認定[2]。
  - 道路区域を、東茨城郡内原町大字鯉渕 - 同郡常澄村大字塩ケ崎に指定[1]。
  - 茨城友部線（整理番号113）の県道路線を廃止[4]。
- 1993年（平成5年）5月11日：建設省から、県道内原常澄線が内原塩崎線として主要地方道に指定される[5]。
- 1995年（平成7年）3月30日：路線名と整理番号が、県道内原常澄線（整理番号59）から現在の県道内原塩崎線（整理番号40）に変更される[6]。
- 1999年（平成11年）3月4日：東茨城郡内原町大字高田 - 同郡茨城町大字前田までの狭隘道路改良のためバイパスを新設する道路区域 (4.74 km) が決定[7] 。
- 2005年（平成17年）9月7日：茨城町大字常井 - 大字大戸（水戸医療センター付近）の新道の一部（約1.6 km）を供用開始[8]。
- 2007年（平成19年）3月29日：茨城町大字大戸（水戸医療センター付近 - 大戸小付近）の新道（約1.6 km）を供用開始[9]。
- 2009年（平成21年）
  - 3月6日：茨城町大字大戸（大戸小付近） - 同町大字前田の新道（約1.5 km）を供用開始[10]。
  - 10月26日：茨城町大戸（大戸幼稚園付近） - 同町前田の旧道 (1.676 km) が指定解除され、茨城町道へ降格[11]。
- 2012年（平成24年）1月11日：水戸市高田町（県道59号・高田交差点） - 茨城町長岡（国道6号・長岡立体交差点）間のバイパス道 (5.52 km) が全線開通[12][13]。
- 2013年（平成25年）7月29日：水戸市高田町（水戸市境付近） - 茨城町大字大戸（大戸幼稚園付近）の旧道 (3.311 km) が指定解除され、茨城町道へ降格[14]。
- 2020年（令和2年）6月22日：東茨城郡茨城町大字長岡字下宿（長岡十字路付近） - 同郡同町大字長岡字住吉の道路改良バイパスを整備する道路区域を指定[15]。
- 2024年（令和6年）7月3日：東茨城郡茨城町長岡字若林地内（茨城町水道事務所付近）に新道の一部（約240 m）を供用開始[16][17]。

## 路線状況
道路法の規定に基づき、水戸市鯉淵町（主要地方道石岡城里線） - 東茨城郡茨城町長岡（長岡坂下交差点）間は、緊急輸送道路として機能を維持するため、災害発生時の被害拡大防止を目的に道路用地内に電柱を建てることが制限されている。

### 重複区間
- 茨城県道180号長岡水戸線（東茨城郡茨城町長岡 - 東茨城郡茨城町長岡・長岡十字路）
- 茨城県道175号塩ヶ崎茨城線（東茨城郡茨城町長岡 - 水戸市塩崎町、終点）

### 道路施設
- 古屋川橋（古矢川、水戸市鯉渕町）
- 赤穂川橋（赤穂川、茨城町大戸 - 前田）
- 前田大橋（北関東自動車道、茨城町前田）
- 三原橋（渋川、茨城町長岡 - 上石崎）
- 時金橋（農業用水路、茨城町若宮）
- 若宮橋（若宮川、茨城町若宮）
- 森戸橋（石川川、水戸市森戸町 - 大場町）

## 地理

### 通過する自治体
- 水戸市
- 東茨城郡茨城町
- 水戸市

### 交差する道路
- 茨城県道52号石岡城里線（水戸市鯉渕町・鯉淵郵便局前、起点）
- 茨城県道52号石岡城里線（水戸市鯉淵町）
- 茨城県道59号玉里水戸線（水戸市高田町・高田十字路）
- 国道6号（東茨城郡茨城町長岡 長岡立体交差点・長岡坂下交差点）
- 茨城県道18号茨城鹿島線（東茨城郡茨城町長岡・長岡坂下交差点）
- 茨城県道106号長岡大洗線（東茨城郡茨城町長岡、茨城県道180号長岡水戸線起点）
- 茨城県道175号塩ヶ崎茨城線・茨城県道180号長岡水戸線（東茨城郡茨城町長岡・長岡十字路）
- 茨城県道50号水戸神栖線（東茨城郡茨城町上石崎・中山公民館前交差点）
- 茨城県道179号中石崎水戸線（東茨城郡茨城町若宮・若宮交差点）
- 茨城県道235号下入野水戸線（水戸市大場町・大場交差点）
- 国道51号・国道245号（水戸市塩崎町・塩崎交差点、終点、県道175号起点）

### 沿線
- 鯉渕郵便局（水戸市鯉淵町）
- 旭物産本社（水戸市高田町）
- 水戸医療センター（茨城町桜の郷）
- 茨城町立大戸幼稚園（茨城町大字大戸）
- 大戸のサクラ（茨城町大戸）
- 茨城町立長岡小学校（茨城町大字長岡）
- 茨城町水道事務所（茨城町大字長岡）
- 天神社（茨城町大字長岡）
- 加波山神社（水戸市森戸町）
- 水戸市立大場小学校（水戸市大場町）
- 水戸農業協同組合常澄大洗支店（水戸市塩崎町）
- 常澄健康管理トレーニングセンター（水戸市塩崎町）